# Sisyphus impressipennis
Sisyphus impressipennis là một loài bọ cánh cứng trong họ Bọ hung (Scarabaeidae).